# سیلورسورن (کلرادو)
سیلورسورن (به انگلیسی: Silverthorne) شهری در ایالت کلرادو کشور ایالات متحده آمریکا است که جمعیت آن در سرشماری سال ۲۰۱۰ میلادی، ۳٬۸۸۷ نفر بوده‌است.